# بوب ويليام (فيلسوف)
بوب ويليام (بالإنجليزية: Bob Hale)‏ هو فيلسوف بريطاني، ولد في 4 مايو 1945، وتوفي في 12 ديسمبر 2017.